# Ndiamacouta
Ndiamacouta est une commune du Sénégal située au sud du pays, en moyenne Casamance.
Créée en 2011, elle est rattachée à l'arrondissement de Boghal, dans le département de Bounkiling et de la région de Sédhiou. Auparavant le village faisait partie de la communauté rurale de Ndiamacouta.
Avec plus de 14 000 habitants, c'est l'une des localités les plus peuplées de la région.